# 索菲伊夫卡 (貝雷濟夫卡市鎮)
47°1′54″N 31°0′50″E / 47.03167°N 31.01389°E
索菲伊夫卡（烏克蘭語：Софіївка）是位於烏克蘭西南部的村莊，由敖德萨州贝雷济夫卡区的貝雷濟夫卡市鎮負責管轄。該村始建於1826年，面積1.86平方公里，海拔高度4米，2001年人口259，人口密度每平方公里139.55人。